# Relações entre Arábia Saudita e França
As relações entre Arábia Saudita e França são as relações diplomáticas estabelecidas entre o Reino da Arábia Saudita e a República Francesa. Estas relações podem ser classificadas como uma das mais sólidas do mundo, com uma visão cada vez mais alinhada das questões políticas e de segurança, que foram reforçadas recentemente por reuniões de alto nível entre os líderes dos dois países. Ambos possuem uma visão partilhada sobre questões regionais, principalmente em relação ao conflito na Síria e o programa nuclear do Irã.
O comércio bilateral entre a França e a Arábia Saudita têm crescido nos últimos anos, atingindo mais de 10 bilhões de euros em 2014, de acordo com autoridades francesas.